# Mörttjärnen (Ängersjö socken, Hälsingland)
Mörttjärnen är en sjö i Härjedalens kommun i Hälsingland och ingår i Ljusnans huvudavrinningsområde.